# Next Best Superstar
Next Best Superstar è il primo singolo estratto dal terzo album di Melanie C, Beautiful Intentions.
Il brano, di genere pop rock, è stato pubblicato il 4 aprile 2005 in tutto il mondo dall'etichetta discografica Red Girl e ha raggiunto la posizione numero 10 della classifica britannica.
Il singolo riscosse un buon successo anche nel resto dell'Europa; in Austria raggiunse la posizione numero 43 della classifica, mentre in Germania raggiunse la prima posizione nella classifica dell'airplay. Nella stessa nazione vinse anche il titolo di Miglior hit internazionale ai German Radio Awards del 2005.

## Tracce e formati

### UK CD #1
1. "Next Best Superstar" - 3:31
2. "Everything Must Change" - 3:32

### UK CD #2
1. "Next Best Superstar" - 3:31
2. "Next Best Superstar" [Groove Cutters Remix] - 7:06
3. "Next Best Superstar" [Culprit One Club Mix] - 5:29
4. "Next Best Superstar" [Culprit One Alternative Remix] - 3:01
5. "Next Best Superstar" [Music video]

### EP version
1. "Next Best Superstar"
2. "Next Best Superstar" [Acoustic]
3. "Everything Must Change"
4. "Next Best Superstar" [Video]
5. "Next Best Superstar" [Video]
6. "Next Best Superstar" [Video]

### Singapore version/CD Maxi-single
1. "Next Best Superstar" - 3:31
2. "Next Best Superstar" (Acoustic Version) - 3:08
3. "Everything Must Change" - 3:32
4. "Next Best Superstar" (Groove Cutters Remix) - 7:13
5. "Next Best Superstar" (Culprit One Club Mix) - 5:31
6. "Next Best Superstar" [Culprit One Alternative Remix] - 3:04

## Classifiche
| Paese             | Posizione massima |
| ----------------- | ----------------- |
| Belgio (Fiandre)  | 3                 |
| Belgio (Vallonia) | 6                 |
| Regno Unito       | 10                |
| Italia            | 21                |
| Svizzera          | 25                |
| Paesi Bassi       | 28                |
| Svezia            | 31                |
| Australia         | 41                |
| Austria           | 45                |